# Suspense (serie televisiva 1949)
Suspense è una serie antologica televisiva statunitense trasmessa dalla CBS dal 1949 al 1954. È stata adattata dall'omonimo programma radiofonico trasmesso dal 1942 al 1962.

## Panoramica della serie
Lo show è stato sponsorizzato dalla Auto-Lite Corporation e ogni episodio è stato introdotto dal conduttore Rex Marshall, che ha promosso le candele Auto-Lite, le batterie per auto, i fari e altre parti di auto.
Alcune delle prime sceneggiature furono adattate da sceneggiature radiofoniche di Suspense, mentre altre erano originali per la televisione. Come il programma radiofonico, molte sceneggiature erano adattamenti di classici letterari di autori come Edgar Allan Poe, Agatha Christie e Charles Dickens, ma vennero adattate anche storie di autori contemporanei come Roald Dahl e Gore Vidal. Nella serie hanno recitato diversi attori famosi, tra cui Bela Lugosi, Boris Karloff, Cloris Leachman, Brian Keith, Franchot Tone, Robert Emhardt, Leslie Nielsen, Felicia Montealgre Bernstein e Lloyd Bridges.

## Episodi
| Stagione         | Episodi | Prima TV originale |
| ---------------- | ------- | ------------------ |
| Prima stagione   | 17      | 1949               |
| Seconda stagione | 42      | 1949-1950          |
| Terza stagione   | 55      | 1950-1951          |
| Quarta stagione  | 53      | 1951-1952          |
| Quinta stagione  | 48      | 1952-1953          |
| Sesta stagione   | 47      | 1953-1954          |